# (33791) 1999 SG17
1999 SG17 (asteroide 33791) é um asteroide da cintura principal. Possui uma excentricidade de 0.16892270 e uma inclinação de 4.03414º.
Este asteroide foi descoberto no dia 30 de setembro de 1999 por LINEAR em Socorro.